# 鏡文字
鏡文字（かがみもじ）とは、上下はそのままで左右を反転させた文字である。鏡文字で文章を綴る際には文字の進行方向も言語本来の進行方向に対して左右逆になる。鏡に映すと正常な文字・文章が現れる。鏡像文字ともいう。

## 概説

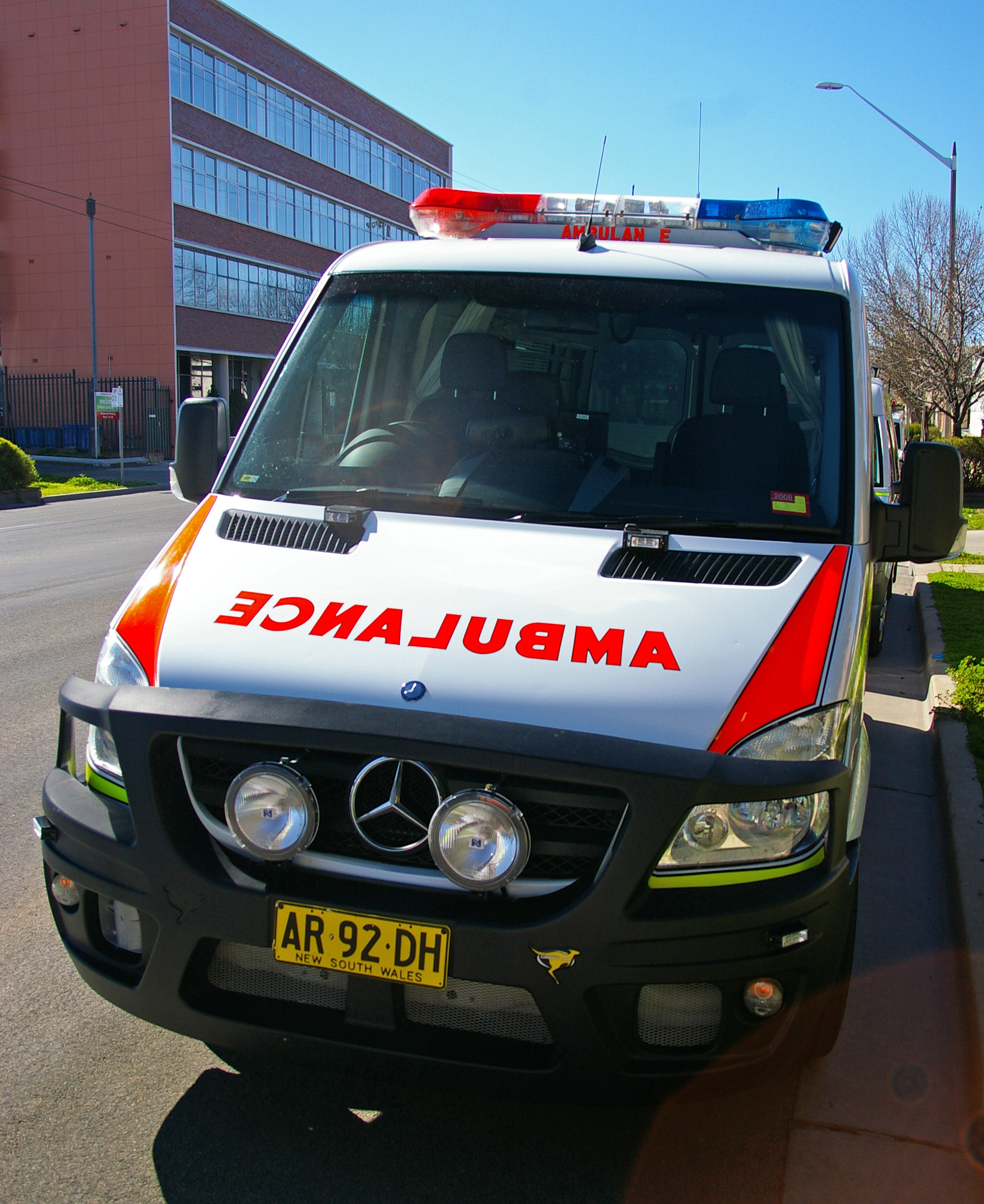
ボンネットに鏡文字のあるオーストラリアの救急車

左利きの場合自然と鏡文字を書くことや、5～6歳までの子供が無意識に鏡文字を書く事例が知られているが、原因はよく分かっていない。左利きの人が右利きにされた場合に突然鏡文字になる場合もある。学習障害、脳血管障害（脳卒中）、パーキンソン病、頭部外傷等の脳の障害によって鏡文字を書く事例も存在する。
救急車などの緊急車両には、緊急車両前方の車両の運転手がバックミラーなどで緊急車両だと判別しやすくするため、車体前面に鏡文字で「AMBULANCE（救急車）」等と書かれている場合も多い。
古代ギリシア文字やヒエログリフでは文字の進行方向や改行方向が右か左かに限定されておらず、文字や改行の進行方向に合わせて文字の向きも逐一左右反転していた。
似た言葉に逆さ文字があるが、そちらは上下を反転させた文字を指す。

## 鏡文字を使用した人物

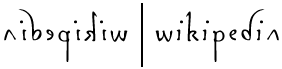
レオナルド・ダ・ヴィンチ風の鏡文字「wikipedia」

- レオナルド・ダ・ヴィンチ - 15世紀末のイタリアの万能人。13,000ページに及ぶノートが全て鏡文字で書かれている。生涯を通して左利きだった[1]。
- ルイス・キャロル - 19世紀イギリスの数学者、小説家。普段右利きであったが、左利きだった時期があるといわれている。多数の手紙などが鏡像文字で書かれている。
- ウーピー・ゴールドバーグ - 幼少時のみ。
- 東山天皇 - 東山天皇筆の「南無天満大自在天神」と書かれた御神号が、北野天満宮に残っている。この「自在天神」の部分が左右逆転の鏡文字になっている。何らかの意図はあるとされるが、他に類例がなく不明である[2]。

## 造字方法として
新しい文字を作る方法として、元からある字にダイアクリティカルマークを加える他に、文字を回転したり反転したりする方法が使われることがある。この方法が大々的に使われているのは国際音声記号だが、180度回転された文字が多く、反転は少ない。左右反転は ɜ ɘ、上下反転は ʁ などがある。
チベット文字には、インドのそり舌音を表すために文字の反転を使用する（ཏ ཐ ད ན  ཤ に対して ཊ ཋ ཌ ཎ ཥ）。
『説文解字』によると、「司」は「后」を、「匕」は「人」を、「比」は「从」を、「丸」は「仄」を、「𠂢」は「永」を、「亍」は「彳」を、「旡」 は「欠」を、「叵」は「可」を、それぞれ左右反転した字であるという（篆書で見なければわかりづらいものが多い）。また、『春秋左氏伝』宣公15年には「正」を反転した字が「乏」であるという。

## ギャラリー

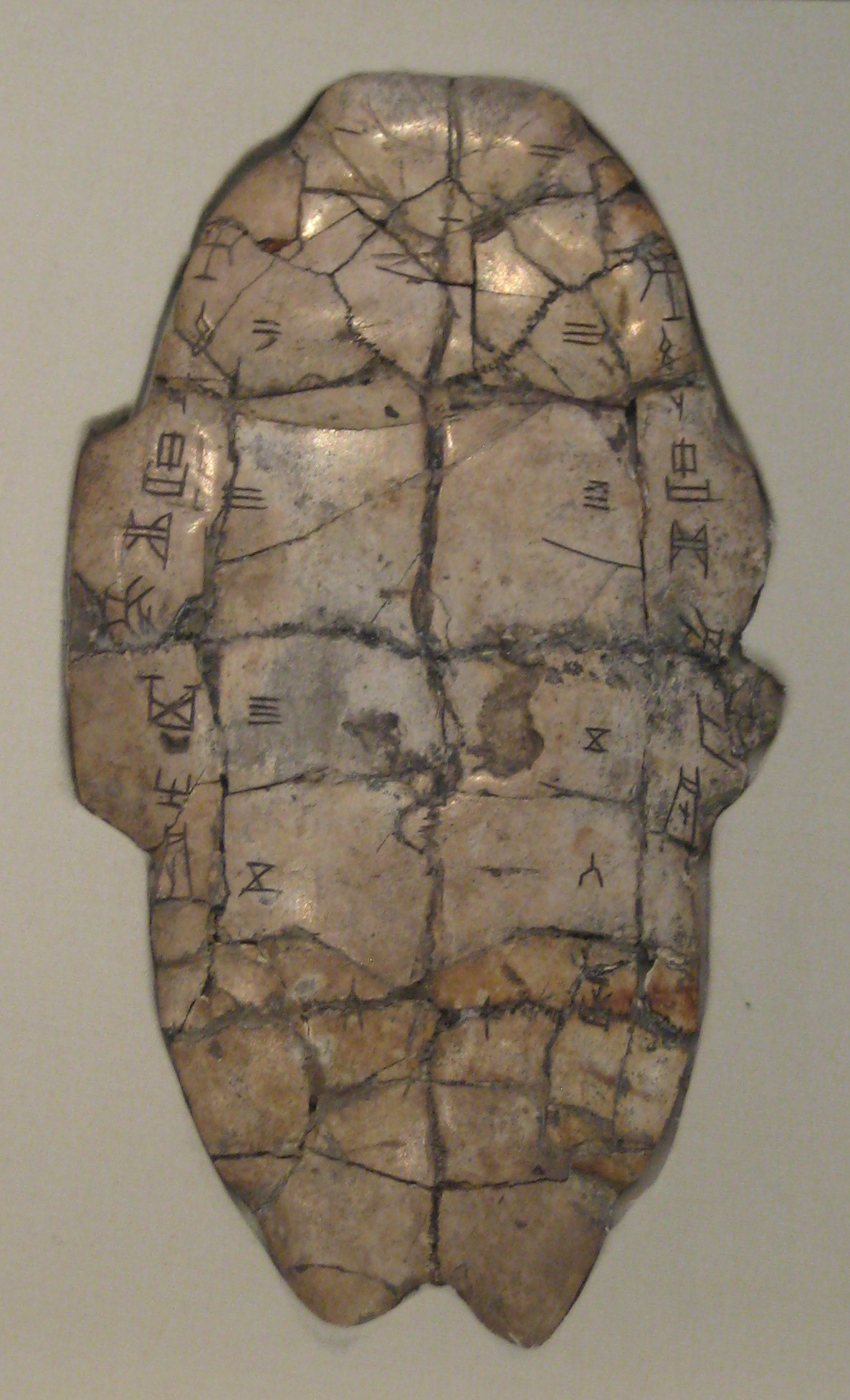
甲骨文字の対貞（一つの事柄の肯定と否定を占う）で、両者が左右対称に書かれることがある
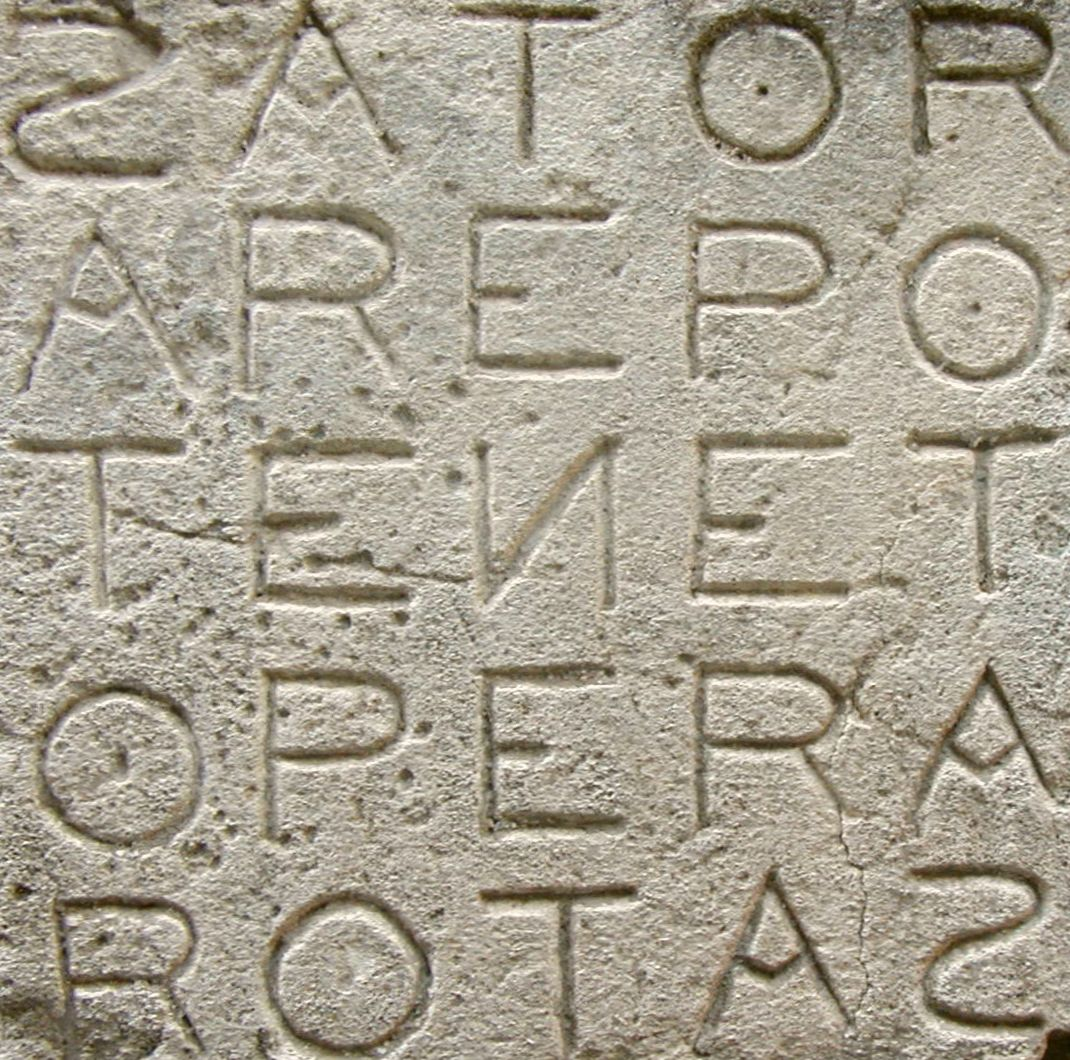
SATOR AREPO TENET OPERA ROTAS、一部の文字が鏡文字になっている
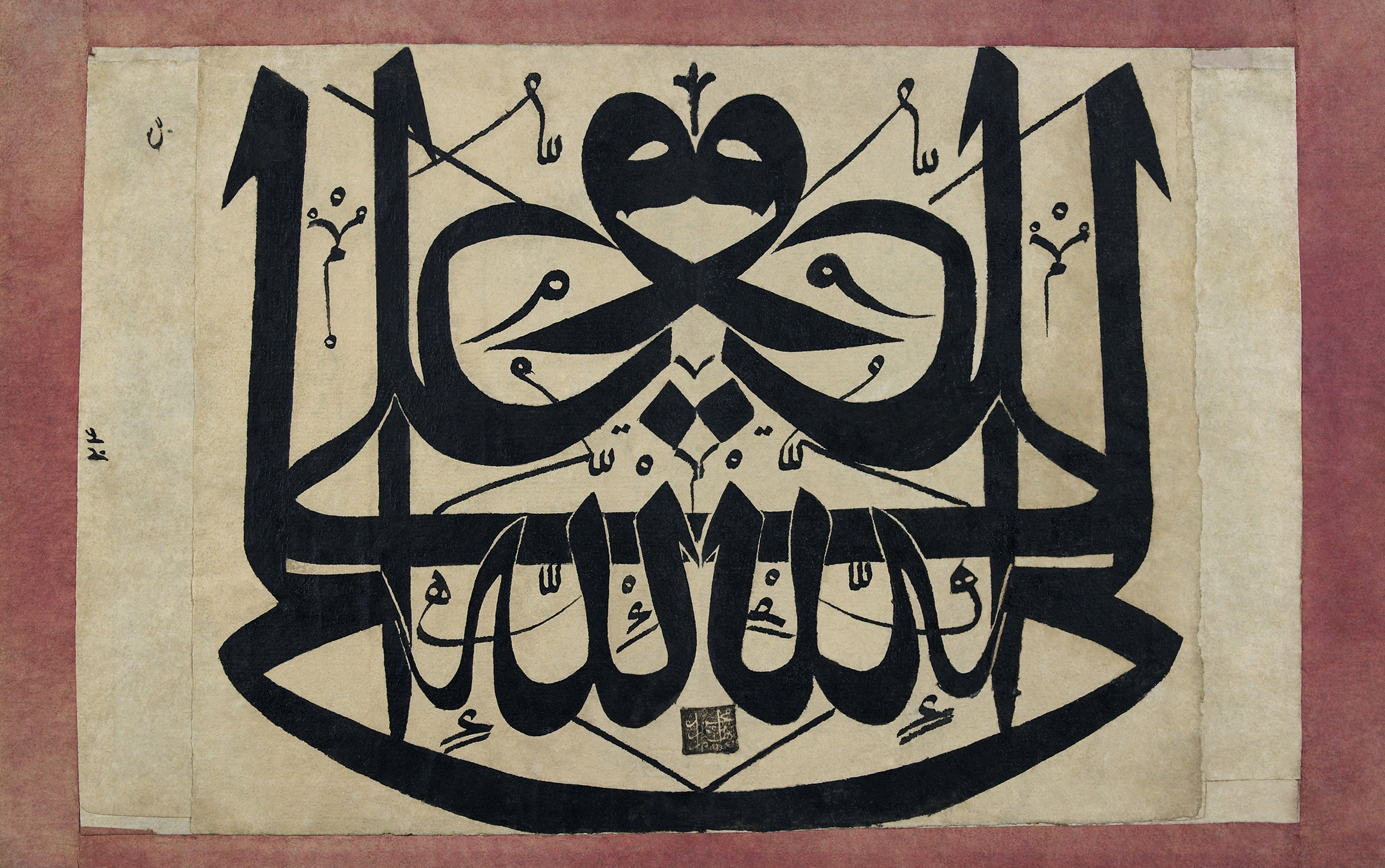
18世紀オスマン帝国のカリグラフィー作品
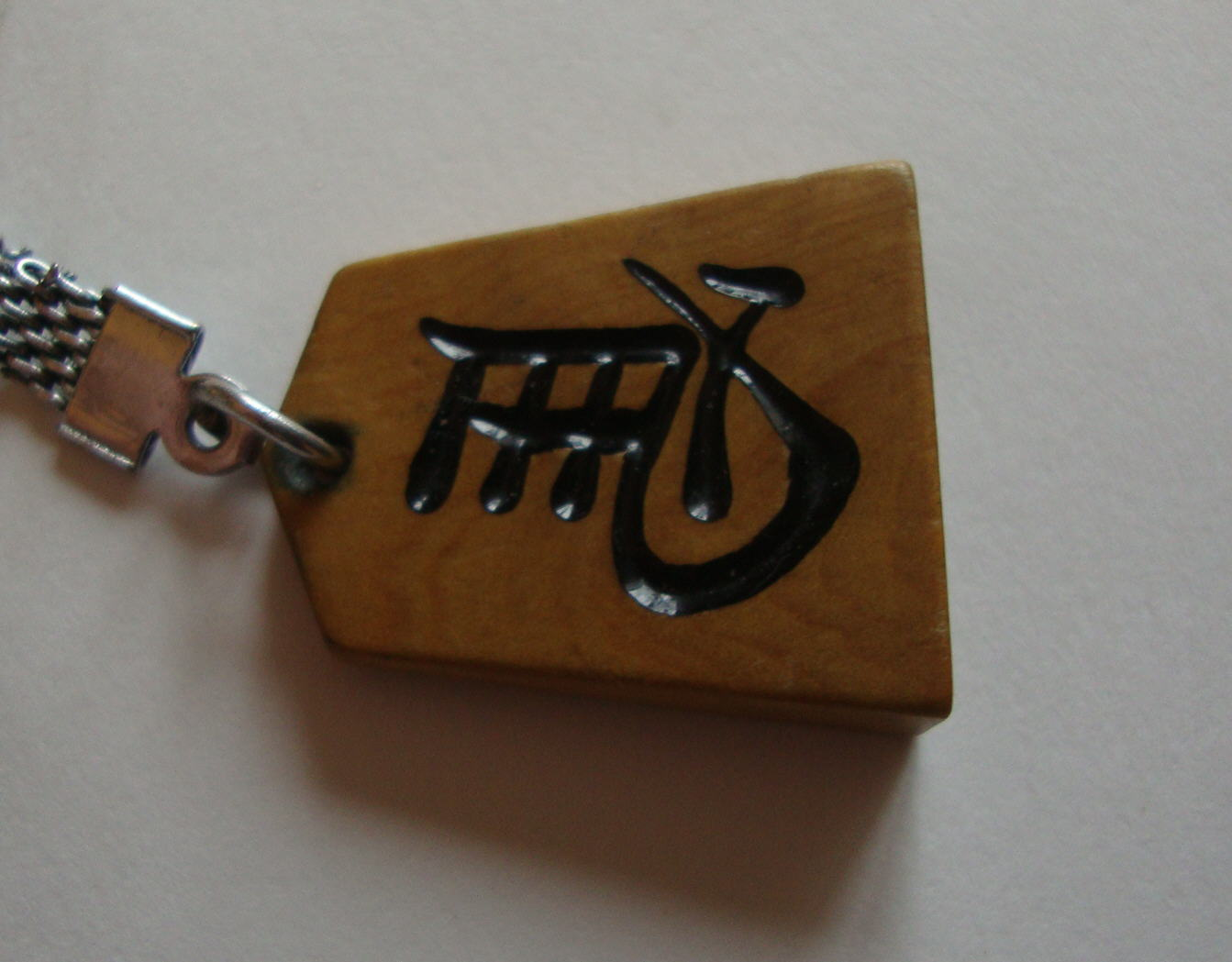
左馬
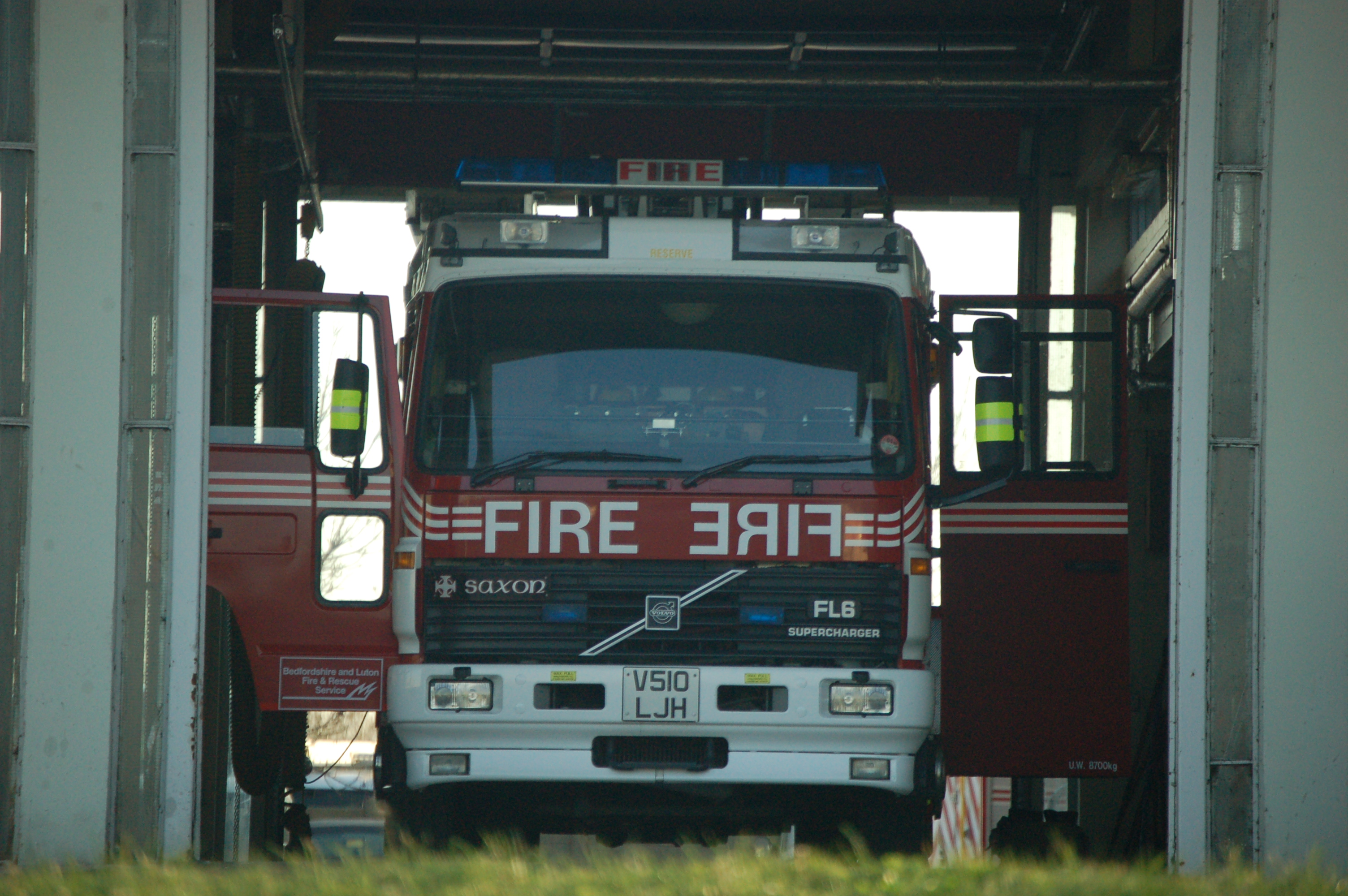
消防車の鏡文字